# Volksparkstadion
Het Volksparkstadion is een stadion in het stadsdeel Altona in Hamburg, Duitsland. Sinds 1963 is het de thuisbasis van voetbalclub Hamburger SV (HSV). Het stadion was een van de twaalf stadions tijdens het Wereldkampioenschap voetbal 2006. Er werden vier groepswedstrijden gespeeld en een kwartfinale.

## Geschiedenis
Hamburger SV, de huidige bespeler en eigenaar van het stadion, heeft niets te maken met het ontstaan van het stadion. Het eerste stadion dat werd gebouwd op de locatie van het Volksparkstadion was het Altonaerstadion. Het werd geopend op 13 september 1925 met een wedstrijd tussen FC Altona 93 en HSV. HSV verloor de wedstrijd voor de ogen van 25.000 toeschouwers met 2-3. Altona was toentertijd een grote club in Duitsland en hoewel de club er niet speelde werd het stadion Altonaer Stadion genoemd. In 1938 werd het stadion hernoemd tot 'Bahrenfelder Stadion'.
Tussen 1951 en 1953 werd het stadion gerenoveerd. Op 12 juli 1953 werd de naam officieel veranderd in Volksparkstadion. Het meeste bouwmateriaal bestond uit resten uit Eimsbüttel, een district in Hamburg dat in de Tweede Wereldoorlog zwaar gebombardeerd was door de Geallieerden. Het gerenoveerde stadion kon 75.000 toeschouwers ontvangen.
In 1963 kwalificeerde HSV zich voor de nieuw opgezette Bundesliga. Dat jaar verhuisde de club naar het Volksparkstadion, dat het al eerder incidenteel gebruikt had. Het Volksparkstadion was groter en moderner dan het eigen Sportplatz Rothenbaum. HSV begon in die jaren enige zeggenschap in het Duitse voetbal te krijgen en deed steeds vaker mee aan de top. In 1979, 1982 en 1983 won HSV de titel in de Bundesliga.
In mei 1998 besloot de leiding van de club het niet populaire Volkparkstadion te vervangen door een splinternieuw stadion. Niet alleen om Duitsland aan het WK voetbal van 2006 te helpen, maar vooral om de veiligheid van de toeschouwers te verzekeren, iets wat niet meer kon in het oude stadion. Het oude stadion werd totaal met de grond gelijk gemaakt. Het nieuwe stadion werd 90° gedraaid ten opzichte van het oude, om een beter zicht te krijgen, rekening houdend met de stand van de zon. De bouw van het nieuwe stadion kostte zo'n 90-100 miljoen euro.
Het stadion wordt niet alleen voor voetbalgelegenheden gebruikt, ook worden er regelmatig concerten gegeven. Tijdens competitiewedstrijden biedt het stadion plaats aan 55.000 toeschouwers, terwijl er bij internationale wedstrijden 50.000 supporters worden toegelaten omdat de staanplaatsen dan worden vervangen door zitplaatsen. Het nieuwe stadion is geen multisportlocatie, wat het oude stadion wel was. Daar was namelijk ook nog een atletiekbaan aanwezig.
Het vernieuwde Volksparkstadion werd in 2000 geopend met een wedstrijd van het Duits voetbalelftal tegen Griekenland. Duitsland wist met 2-0 te winnen. In 2004 werd er een museum over de geschiedenis van Hamburger SV geopend.
In 2001 kocht het bedrijf America Online de naamrechten van het stadion; de naam werd veranderd in AOL Arena. In juli 2007 eindigde deze sponsoring en kreeg het stadion de naam HSH Nordbank Arena. Van juli 2010 tot halverwege 2015 droeg het de naam Imtech Arena. De fans van de club gebruikten in al die jaren echter praktisch altijd de naam Volksparkstadion, de naam die het stadion sinds 2015 ook weer officieel draagt.
Gedurende de UEFA Champions League 2023/24 maakte het Oekraïense Sjachtar Donetsk gebruik van het Volksparkstadion. Dit gezien de aanhoudende oorlog tussen Oekraïne en Rusland.

## Toernooien en interlands

### WK 1974
In 1974 werd het WK voetbal in Duitsland gehouden, toen nog West-Duitsland, en het Volksparkstadion was een van de stadions die werden gebruikt in het toernooi. Hier werd een deel van de wedstrijden van groep A gespeeld. De meest in het oog springende wedstrijd was wel de confrontatie tussen West-Duitsland en Oost-Duitsland, die door de Oost-Duitsers met 0-1 werd gewonnen door een doelpunt in de 80e minuut.

### EK 1988
In 1988 werd in West-Duitsland het EK voetbal 1988 gehouden. In het Volksparkstadion werd tijdens dit toernooi slechts één wedstrijd gespeeld. Dit was echter wel een wedstrijd die bij veel Nederlanders voor eens en voor altijd in de gedachten zal blijven voortleven. De confrontatie tussen West-Duitsland en Nederland was volgens velen de mooiste wedstrijd van het toernooi, hoewel het pas de halve finale betrof. In een zinderend spannende wedstrijd wist Nederland van de Duitsers te winnen dankzij een winnend doelpunt van Marco van Basten, waarmee de eindstand 1-2 werd. “Het Volksparkstadion is van Oranje”, sprak commentator Evert ten Napel.

### WK 2006
Het stadion is ook gebruikt voor het Wereldkampioenschap voetbal van 2006. Op dit WK werd het stadion (vanwege sponsorcontracten) Fifa World Cup Stadion Hamburg genoemd. Er werden toen 4 groepswedstrijden en één kwartfinale gespeeld.

### EK 2024
Het stadion wordt ook gebruikt voor het Europees Kampioenschap Voetbal 2024. Er worden vier groepswedstrijden en één kwartfinale gespeeld.

### Interlands
| 1.  | 14 juni 1974 | Duitse Democratische Republiek – Australië      | 2 – 0                 | WK 1974 Groepsfase 1e ronde (A) | 14.000 |  |  |
| 2.  | 18 juni 1974 | West-Duitsland – Australië                      | 3 – 0                 | WK 1974 Groepsfase 1e ronde (A) | 53.300 |  |  |
| 3.  | 22 juni 1974 | West-Duitsland – Duitse Democratische Republiek | 0 – 1                 | WK 1974 Groepsfase 1e ronde (A) | 60.020 |  |  |
|     |              |                                                 |                       |                                 |        |  |  |
| 4.  | 21 juni 1988 | West-Duitsland – Nederland                      | 1 – 2                 | EK 1988 Halve finale            | 61.330 |  |  |
|     |              |                                                 |                       |                                 |        |  |  |
| 5.  | 10 juni 2006 | Argentinië – Ivoorkust                          | 2 – 1                 | WK 2006 Groepsfase (C)          | 49.480 |  |  |
| 6.  | 15 juni 2006 | Ecuador – Costa Rica                            | 3 – 0                 | WK 2006 - Groepsfase (A)        | 50.000 |  |  |
| 7.  | 19 juni 2006 | Saoedi-Arabië – Oekraïne                        | 0 – 4                 | WK 2006 Groepsfase (H)          | 50.000 |  |  |
| 8.  | 22 juni 2006 | Tsjechië – Italië                               | 0 – 2                 | WK 2006 Groepsfase (E)          | 50.000 |  |  |
| 9.  | 30 juni 2006 | Italië – Oekraïne                               | 3 – 0                 | WK 2006 Kwartfinale             | 50.000 |  |  |
|     |              |                                                 |                       |                                 |        |  |  |
| 10. | 16 juni 2024 | Polen – Nederland                               | 1 – 2                 | EK 2024 Groepsfase (D)          | 48.117 |  |  |
| 11. | 19 juni 2024 | Kroatië – Albanië                               | 2 – 2                 | EK 2024 (groep B)               | 46.784 |  |  |
| 12. | 22 juni 2024 | Georgië – Tsjechië                              | 1 – 1                 | EK 2024 (groep F)               | 46.524 |  |  |
| 13. | 26 juni 2024 | Tsjechië – Turkije                              | 1 – 2                 | EK 2024 (groep F)               | 47.683 |  |  |
| 14. | 5 juli 2024  | Portugal – Frankrijk                            | 0 – 0 n.v. (3–5 n.s.) | EK 2024 (kwartfinale)           | 47.789 |  |  |

## Faciliteiten
- Veldverwarming
- 22 posities voor camera's
- Het veld kan naar buiten worden geschoven net als de Veltins-Arena

## Ander gebruik
In het stadion vond op 2 juli 2011 de bokswedstrijd tussen Wladimir Klitschko en David Haye plaats. Klitschko won met unanieme beslissing. Het stadion was uitverkocht.
Het stadion was op 7 juli 2007 gastheer voor de Duitse tak van het wereldwijde concertevenement Live Earth. Onder de artiesten die in Hamburg optraden waren Shakira, Snoop Dogg, Eminem en Cat Stevens/Yusuf Islam. Andere muzikale optredens in het Volksparkstadion waren die van Michael Jackson, in 1988 als onderdeel van zijn Bad World Tour en 1992 als onderdeel van zijn Dangerous World Tour; Tina Turner in 1996 tijdens haar Wildest Dreams Tour en in 2000 tijdens haar Twenty Four Seven Tour; Depeche Mode in 2009 tijdens hun Tour of the Universe en in 2013 tijdens hun Delta Machine Tour; Metallica in 2014 als onderdeel van hun By Request Tour; AC/DC in 2016 voor hun Rock or Bust World Tour; Coldplay in 2016 voor hun A Head Full of Dreams Tour; Rihanna in 2016 voor haar Anti World Tour; P!nk in 2019 voor haar Beautiful Trauma World Tour. The Weeknd zal op 2 juli 2023 in het stadion optreden als onderdeel van zijn After Hours til Dawn Tour.